# Ethobunus armatus
Ethobunus armatus is een hooiwagen uit de familie Zalmoxioidae.